# Triangle staff corp.
Triangle Staff corp. (トライアングルスタッフ) est un studio d'animation japonais créé en janvier 1987 et disparu en 2002, qui a notamment travaillé sur Serial Experiments Lain et NieA_7.

## Histoire
Yoshimi Asari, ancien producteur chez Madhouse, fonde le studio en janvier 1987 qui s'implante dans l'arrondissement de Suginami à Tokyo. Le studio se concentre alors dans un premier temps sur la production d'OAV (format alors à la mode) puis vers les films et les séries TV dans la seconde moitié des années 1990. Le studio produit notamment la série Serial experiments Lain, diffusé en 1998. L'année suivante, une partie du staff part fonder le studio Palm et en 2000, une autre partie part fonder le studio A.C.G.T. Le studio cesse ses activités en 2002, le projet en cours du film WXIII: Patlabor the Movie 3 est alors confié au studio Madhouse.

## Travaux

### Série TV
- HARELUYA II BØY (avril 1997 - septembre 1997)
- Shinkai Densetsu Meremanoid (avec Kitty Film) (oct 1997 - mars 1998) (24 épisodes)
- Serial Experiments Lain (juillet 1998 - septembre 1998) (13 épisodes)
- Saint Luminous Jogakuin (octobre 1998 - décembre 1998) (13 épisodes)
- Uchū kaizoku Mito no daibōken (janvier - octobre 1999) (26 épisodes)
- Mahou Tsukai Tai! (juillet - octobre 1999) (13 épisodes)
- Colorful (septembre 1999) (16 épisodes de 7 minutes)
- NieA_7 (avril - juillet 2000) (13 épisodes)

### OAV
- CB chara Nagai Go world (1990-91) (3 OAV)
- Macross plus (1994) (4 OAV)
- Mighty Space Miners (1994) (2 épisodes)

### Film
- Junkers Come Here (1994)
- Totsuzen! Neko no kuni Banibaru Witto (1995)
- Papadoll au royaume des chats (1995)
- Chotchan Monogatari (1996)
- Histoire de fantômes chinois: The Tsui Hark Animation (1997) (partie 2D seulement)